# 青海柴达木职业技术学院
青海柴达木职业技术学院是中华人民共和国的一所全日制公办专科职业高等学校，位于青海省海西蒙古族藏族自治州德令哈市。
2014年1月，青海柴达木职业技术学院成立。学校和海西州职业技术学校实行一个机构两块牌子的管理体制。